# ナミビア海軍艦艇一覧
ナミビア海軍艦艇一覧は、ナミビア共和国海軍が過去保有した、または現在保有する、または将来保有する予定の、未完成・計画中止を含めた歴代艦艇一覧である。
凡例

## 現有勢力（2024年現在）
- 国防予算：3億6,300万ドル[1]
- 海軍人員：1,061名[1]
- 艦船隻数：7隻（排水量20t以上）[1]

哨戒艦×1
哨戒艇×6
- コースト・ガード：船艇3隻[1]